# إنغريد فولك
إنجريد فولك (مواليد 1960 في السويد) هي رسامة وفنانة تركيب وتقيم فني. في عام 1992 شكلت الفن الاتحاد الجمركي بالتعاون مع زوجها، جوستافو أغير.  من بين الفنانين الذين عملوا مع الاتحاد الإنجليزي لكرة القدم هم نيكولا بيليغريني وأوتونيلا موسيلين ودانييل ويتر وليني لي. عملت إنجريد فالك وجوستافو أغير معًا على عدد من المنشآت الخاصة بالمواقع في جميع أنحاء أوروبا. وتشمل هذه المنشآت الكبيرة الحجم ، والإسقاطات التصويرية والمنحوتات ومنشآت الفيديو. وقد عرضت فالك في عدد من المتاحف الهامة والمعارض الخاصة في جميع أنحاء أوروبا.  جمعت إنغريد فولك وجوستافو أغير 3،053 قطعة من الخبز المحمص في فسيفساء كبيرة من محمصة في أواخر عام 1999 - وهي تنسب إلى توزيع الخبز المحمص كوسيط فني.